# Joanne Catherall
Joanne Catherall (Sheffield, 18 settembre 1962) è una cantante britannica, meglio conosciuta come una delle due vocalist femminili della band synthpop The Human League.

## Gli esordi e gli anni 80
Joanne è nata e cresciuta a Sheffield. Nell'ottobre del 1980 viene notata insieme alla sua migliore amica Susan Ann Sulley da Philip Oakey, il cantante e membro fondatore degli Human League, mentre ballano in un club.
Joanne e Susan vengono invitate a partecipare al tour europeo della band che era in crisi dopo che l'originaria formazione si era divisa: ingaggiando le due ragazze (all'epoca ancora studentesse alle scuole superiori) come ballerine e cantanti Philip intendeva dare un nuovo corso alla band.
Joanne e Susan riescono a superare lo scoglio di convincere i dirigenti scolastici a far saltare loro alcune settimane di scuola, e soprattutto riescono a convincere i genitori (pare che i loro padri abbiano accettato perché ritenevano che Philip col suo vistoso make-up i suoi tacchi alti e i suoi abiti unisex non fosse totalmente "uomo" e quindi innocuo).
Dopo un solo giorno di prove (le ragazze non avevano alcuna precedente esperienza) il gruppo parte per il tour europeo, per il quale Joanne e Susan ricevettero la paga settimanale stabilita di 30 £.
Il riscontro del tour fu positivo, e nel 1981 durante le registrazioni di nuovi brani si decise di far diventare Joanne e Susan parte integrante della band, nonostante gli impegni scolastici. Accanto a Philip, Adrian Wright e alle due ragazze trovarono posto nella formazione i due musicisti Jo Callis e Ian Burden.
Il sestetto nel 1981 pubblica con la Virgin Records una serie di singoli di crescente successo e l'album Dare, che grazie soprattutto al brano Don't You Want Me diviene un best seller con cinque milioni di copie vendute in tutto il mondo.
Per Joanne il 1981 non è solo l'anno del grande successo, ma anche quello dell'inizio della sua storia d'amore con Philip Oakey.
Tra il 1982 e il 1983 il gruppo pubblica i due singoli Mirror Man e (Keep Feeling) Fascination, entrambi molto ben accolti dal pubblico.
Ma le sessioni di registrazione per il successivo album furono caratterizzate da molte tensioni e i produttori Martin Rushent e Chris Thomas abbandonarono il progetto, sostituiti da Hugh Padgham: Hysteria, pubblicato a metà 1984 ed entrato nella classifica inglese al numero tre, non riuscirà a eguagliare il successo di Dare.
Vista la stagnazione del processo creativo e la dipartita di Jo Callis (che tuttavia tornerà a collaborare con gli Human League negli anni '90 come coautore), la Virgin Records decide di affiancare al gruppo il team di produttori americani Jimmy Jam e Terry Lewis, reduci del successo ottenuto dall'album di Janet Jackson Control, da loro prodotto.
Durante la sessione di registrazione negli USA si verificarono spesso battibecchi tra i produttori e il gruppo tant'è che Adrian Wright gettò la spugna e abbandonò la band. Nonostante le difficoltà, da quel travagliato processo creativo nacque l'album Crash, uscito nel 1986: il primo singolo estratto fu Human, che diede a Joanne Catherall il suo più rilevante contributo vocale in un singolo, ovvero la strofa 'parlato'; Human raggiunse il numero uno negli USA e il numero otto nel Regno Unito, mentre l'album nella classifica inglese si fermò al numero sette. Al termine del tour promozionale, anche Ian Burden lascia gli Human League.

## Gli anni 90
Dopo il Greatest Hits del 1988, gli anni '90 si aprono con l'amichevole separazione tra Joanne e Philip (che chiudono così la loro decennale storia d'amore) e l'album Romantic?, pubblicato nel 1990, che vede l'ingresso nella formazione dei due musicisti Neil Sutton e Russel Dennett: gli scarsi consensi di pubblico e critica porterà la Virgin a decidere nel 1992 di cancellare il contratto della band, che si ritrova così sommersa dai debiti e senza un contratto; gli effetti furono devastanti: Philip Oakey cedette alla depressione mentre Susan Ann Sulley ebbe un tracollo nervoso.
Sull'orlo del baratro, il gruppo si salva, secondo quanto riportano le cronache, proprio grazie a Joanne, che a fronte delle difficoltà riesce a mantenere la lucidità e la forza di carattere per tenere unita la band e a ridare fiducia ai colleghi; e questo nonostante sia sempre stata considerata la più tranquilla e riservata del gruppo.
Con questo nuovo spirito gli Human League riescono a trovare un nuovo contratto con la EastWest Record: nell'autunno del 1994 esce il singolo Tell Me When che ottiene un inaspettato successo arrivando al numero sei della UK chart, e questo spiana la strada nel 1995 all'uscita dell'album Octopus che entra nella Top Ten dei più venduti dando nuova visibilità al gruppo.
Per Joanne il 1995 è ricco anche dal punto di vista personale, dato che proprio quell'anno viene celebrato il suo matrimonio.
Per capitalizzare il nuovo consenso intorno agli Human League viene pubblicato nel 1996 un nuovo Greatest Hits.
Il 1997 è un anno importante per Joanne, dato che in quell'anno diventa madre, ma è anche un anno pessimo per il gruppo che si vede di nuovo cancellare il contratto a causa del cambio verificatosi ai vertici della EastWest Records: i nuovi dirigenti decidono di eliminare dal loro parco artisti quelli considerati ormai sorpassati, e gli Human League finirono in questa “black list”.
Alla band non restava così che l'attività live in piccoli locali e nei tour insieme ad altri artisti famosi negli anni '80.

## Dal 2000 ad oggi
Finalmente, nel 2001 grazie alla Papillon Records gli Human League riescono a pubblicare il loro nuovo album di inediti, Secrets, accolto con pareri contrastanti dalla critica: se per alcuni si trattava di un album di ottimo livello, per altri la band era ormai decisamente sorpassata per essere presa sul serio.
La promozione di Secrets fu molto scarsa a causa del fallimento della Papillon Records: ciò si tradusse in vendite molto limitate per l'album.
Ben altro successo ebbe invece il seguitissimo tour, che rilanciò la band come fenomeno live; per tutto il successivo decennio gli Human League si impegnarono in lunghe tournée per il mondo, e il 23 settembre 2006 riempirono l'Hollywood Bowl di Los Angeles con 18.000 fans, il loro concerto più popolare fino ad oggi. Quando è stato chiesto alla band per quanto tempo intendono andare avanti, Joanne ha così replicato: "per tutto il tempo in cui riempiremo gli stadi e la gente vorrà ancora seguirci".
Nel 2007 Joanne ha partecipato come conduttrice insieme a Susan a un programma del canale musicale VH1 sugli anni '80.
Nel 2010 si intensificano le voci di un ritorno discografico degli Human League: la band ha infatti trovato un nuovo contratto con l'etichetta Wall of Sound, e a novembre viene pubblicato il singolo Night People, e pochi mesi più tardi, nel marzo 2011 esce il nuovo album, Credo, in concomitanza con il singolo Never Let Me Go, in cui sia Joanne che Susan cantano delle parti da soliste.
Joanne, superata la soglia dei cinquant'anni, continua a vivere a Sheffield con la famiglia e i suoi colleghi, ed è coinvolta anche negli aspetti organizzativi e finanziari dell'attività degli Human League.

## Discografia

### Solista
- Made in Sheffield, DVD (2004) - intervistata.